# Georgier in Deutschland

Regionale Verteilung der georgischen Staatsbürger 2022

2024 lebten nach Angaben des Statistischen Bundesamts 40.885 Georgier in Deutschland. Die Zahl war demnach seit 2014 (19.142) bis 2023 kontinuierlich auf einen Höchststand von 46.505 gestiegen, bevor sie auf den Stand von 2024 herabfel. Eine große Konzentration von Georgiern in Deutschland gibt es in Berlin.
2023 war Georgien eines der Hauptherkunftsländer für Fluchtmigration nach Deutschland. Jedoch erhielt nur weniger als 1 Prozent einen Schutzstatus, also Asyl, Anerkennung als Flüchtling, oder subsidiären Schutz. Im Dezember 2023 vereinbarte die Innenministerin Nancy Faeser (Kabinett Scholz) ein Migrationsabkommen mit Georgien für einen verbesserten Zugang von georgischen Staatsbürgern zum deutschen Arbeitsmarkt ab, insbesondere für Fachkräfte. Im Gegenzug dazu verpflichtete sich Georgien dazu, ausreisepflichtige georgische Staatsangehörige zurückzunehmen. Die Bundesregierung stufte Georgien, gemeinsam mit Moldawien, Ende Dezember 2023 als einen sicheren Herkunftsstaat ein. 2024 gab es mehr als 1.600 Abschiebungen von Georgiern nach Deutschland, was die höchste Zahl in ein einzelnes Land darstellte.

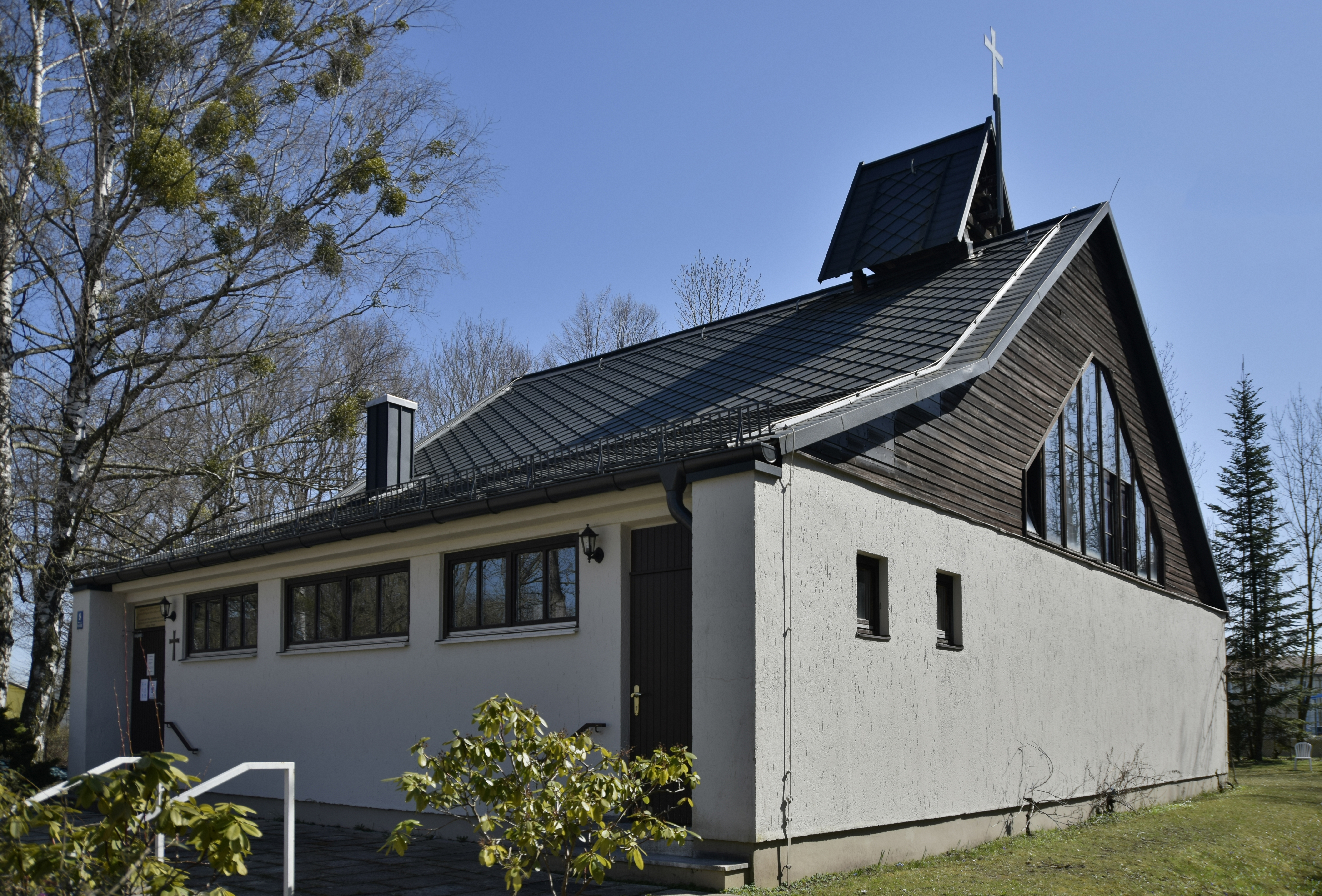
Sankt-König-Wachtang-I.-Gorgassali-Kirche in München (Siedlung Ludwigsfeld)

Es bestehen mehrere georgisch-orthodoxe Gemeinden in Deutschland, unter anderem die Sankt-König-Wachtang-I.-Gorgassali-Kirche in München und die georgisch-orthodoxe Sankt-Anthim-der-Iberer-Kirche in Düsseldorf.
Ein prominenter georgischer Klangkörper in Deutschland ist das Georgische Kammerorchester Ingolstadt.